# Ankylosauridae

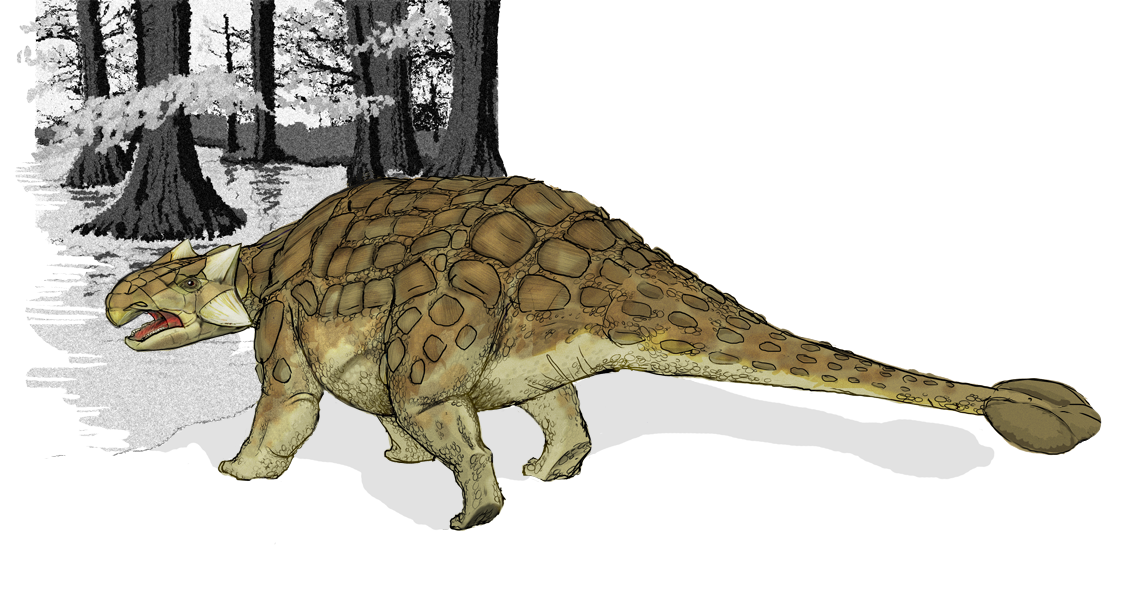

De Ankylosauridae zijn een groep dinosauriërs behorend tot de Ankylosauria.
De familie Ankylosauridae werd in 1908 benoemd door Barnum Brown om Ankylosaurus een plaats te geven.
De eerste definitie als klade was door Paul Sereno in 1998 en werd door hem in 2005 exacter gemaakt tot: de groep bestaande uit Ankylosaurus magniventris en alle soorten nauwer verwant aan Ankylosaurus dan aan Panoplosaurus mirus.
Mogelijke ankylosauriden zijn bekend van het Tithonien (150 miljoen jaar geleden) tot in het Maastrichtien en stierven vermoedelijk 65 miljoen jaar geleden uit. Er zijn vormen bekend uit Noord-Amerika, Azië en Europa. De meeste vondsten zijn sterk fragmentarisch en bestaan uit beenplaten van het typische pantser van de groep. Het gaat om kleine tot middelgrote planteneters, zeer breed van bouw, die zichzelf niet beschermden door te vluchten, maar door te pogen aanvallen van roofsauriërs af te slaan.
Van de oudste vormen, zoals Tianzhenosaurus, is het omstreden of het echt om ankylosauriden gaat. Een waarschijnlijker ankylosauride vorm is Liaoningosaurus die ongeveer 122 miljoen jaar geleden leefde.
De eerste ankylosauriden hadden vermoedelijk nog geen staartknots. Een eerste stap in die richting was het ontwikkelen van een verstijfde staarthendel bij de Shamosaurinae zoals de tweeënnegentig miljoen jaar geleden levende Gobisaurus. Daarbij verlengen de achterste staartwervels zich en hun wervelbogen krijgen een heel andere vorm waarbij voorste gewrichtsuitsteeksels, doornuitsteeksels en achterste gewrichtsuitsteeksels versmelten tot een in bovenaanzicht V-vormige structuur boven op het wervellichaam. Deze V's, met de punten naar voren gericht, grijpen in elkaar en beperken zo de horizontale beweeglijkheid. Een dergelijke stijvere staart vermindert de kans op een plastische vervorming bij het doel en richt dus meer schade aan bij het getroffen slachtoffer. Bij Pinacosaurus en meer afgeleide soorten wordt de inslagkracht vergroot doordat huidverbeningen, osteodermen, aan de punt van de staart vastgroeien en zo een knots vormen. Typisch zijn er twee osteodermen die links en recht aan de zijkant versmelten en een kleinere aan het staartuiteinde. De breedte van de knots kan, afhankelijk van de soort, wel zestig centimeter bedragen.
De Ankylosauridae omvatten vermoedelijk, maar niet per definitie, de Ankylosaurinae.
Een lijst van mogelijke soorten is de volgende:
- Ankylosauridae
  - Aletopelta
  - Ankylosaurus
  - Cedarpelta
  - Chuanqilong
  - Euoplocephalus
  - Gastonia
  - Gobisaurus
  - Liaoningosaurus
  - Minotaurasaurus
  - Nodocephalosaurus
  - Pinacosaurus
  - Saichania
  - Shamosaurus
  - Shanxia
  - Talarurus
  - Tarchia
  - Tianzhenosaurus
  - Tsagantegia